# 謝爾比尼夫
49°25′44″N 26°19′42″E / 49.42889°N 26.32833°E
塞爾比尼夫（烏克蘭語：Сербинів）是位於烏克蘭西部的村莊，由赫梅利尼茨基州裡赫梅利尼茨基區的沃洛奇斯克市鎮負責管轄。該村面積0.56平方公里，海拔高度308米，2001年人口83，人口密度每平方公里149.3人。